# Katona Tamás (történész)
Katona Tamás (Budapest, 1932. február 2. – Budapest, 2013. június 28.) magyar történész, tanár, író, műfordító, országgyűlési képviselő (MDF), nagykövet.

## Életútja
Édesapja Katona Tibor, édesanyja Halász Magdolna, nagyapja Halász Gyula, dédapja pedig Halász Imre volt. Egyetemi tanulmányait 1950 és 1955 között végezte az ELTE könyvtár–magyar–arab szakán.
1954–55-ben a Bács-Kiskun Megyei Könyvtár helyettes vezetője, valamint a Fejér Megyei Tanács könyvtárügyi előadója volt. 1955 és 1960 között a bicskei Vajda János Járási Könyvtárat vezette; itt alapította meg Magyarország első cigány könyvtárát. 1960–61-ben az MTA Biokémiai Intézetének részfoglalkozású könyvtárosa volt. 1961–1965 között a Magyar Helikon Könyvkiadó, 1965–1987 között az Európa Könyvkiadó szerkesztője volt. 1977-től részt vett a Bibliotheca Historica című sorozat szerkesztőbizottságában. 1979-től a Pro Memoria sorozat szerkesztője volt. 1980-tól az Eötvös-kollégiumban, 1985-től a JATE-n tanított. 1987–1990 között szabadfoglalkozású író, történész volt.
1994–1998 között a Magyar Cserkészszövetség elnöke volt.

### Politikai tevékenysége
A rendszerváltás után az 1990-es országgyűlési választáson az MDF jelöltjeként képviselővé választották. Három hétig az Országgyűlés honvédelmi állandó bizottságának tagja volt. Ezután 1990. május 24. és 1992. június 19. között a Külügyminisztérium politikai államtitkáraként fő szakterülete a magyar biztonságpolitika kidolgozása volt. 1992. június 19. után az Antall-, majd a Boross-kormány sajtóügyekért is felelős miniszterelnökségi politikai államtitkára volt, 1993–1994-ben az MDF Országos Elnökségének tagja volt. Az 1994-es országgyűlési választáson az MDF területi listájáról került be újra az Országgyűlésbe. 1994. december 11-én, az önkormányzati választásokon Budapest I. kerületének polgármesterévé választották. 1996. április 15-éig a külügyi állandó bizottság tagja volt. Az MDF X. országos gyűlése után kilépett a pártból. Részt vett a Magyar Demokrata Néppárt (MDNP) megalapításában, majd annak frakciójában folytatta parlamenti munkáját. 1996. április 16-ától a honvédelmi állandó bizottság tagja. Az 1996. november 30-ai első országos MDNP-gyűlésen beválasztották a párt elnökségébe. 2000-től 2002-ig Magyarország varsói nagykövete volt.

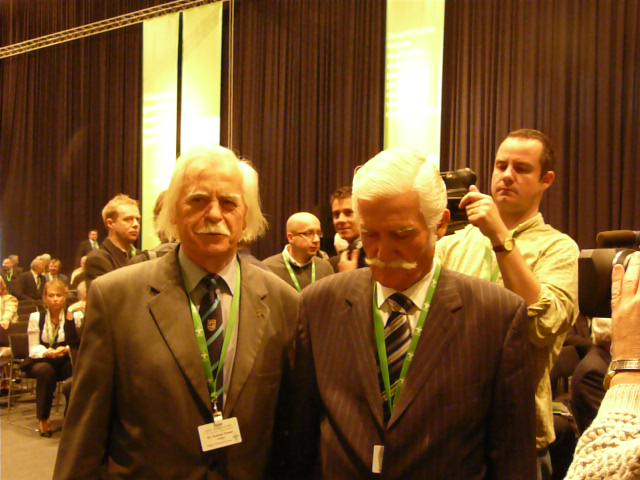
Katona Tamás az MDF XXII. Országos Gyűlésén – 2008

## Családja
1956-1981 között Györki Mária volt a felesége. 1984-ben Barta Klárát vette feleségül. Első házasságából két lánya született: Ágnes (1958) és Annamária (1962). Második házasságából egy fia született: Tibor Elek (1987).

## Művei
- Az aradi vértanúk (bevezetés és jegyzetek; Budapest, 1979)
- A korona kilenc évszázada. Történelmi források a magyar koronáról (válogatás és szerkesztés; Budapest, 1979)
- A tatárjárás emlékezete (válogatás, szerkesztés; Budapest, 1981)
- Budavár bevételének emlékezete, 1849 (válogatás és szerkesztés; Budapest, 1989)
- Aradi vértanúk naplói; vál., bev., jegyz. Katona Tamás; Kriterion, Bukarest, 1991 (Téka)
- Kossuth Lajos: Írások és beszédek 1848–1849-ből (válogatta, szerkesztette, az összekötő szövegeket, jegyzeteket és névmagyarázatokat írta Katona Tamás; Budapest, 1994)
- Emlékezünk. 1849. október 6.; MH Tájékoztatási és Médiaközpont, Bp., 1999 (Jeles napok)
- Katona Tamás–Arday Lajos: 110 év. Az Interparlamentáris Unió Magyar Nemzeti Csoportjának története; anyaggyűjtés Éger György; 2. átdolg., bőv. kiad.; Magyar Országgyűlés, Bp., 2006
- Az 1848–49-es forradalom és szabadságharc emlékhelyei; szerk. Katona Tamás, Ráday Mihály; Corvina, Bp., 2013-
  - 1. Események és helyszínek; szerk. Csorba László; 2013
  - 2. A száműzöttek nyomában; szerk. Csorba László; 2016

## Díjai, kitüntetései
- Dercsényi Dezső-sajtódíj (1993)
- Szent Gellért-díj (1997)
- A Lengyel Köztársasági Érdemrend nagykeresztje
- A Máltai Lovagrend Érdemrendjének nagykeresztje

## Emlékezete

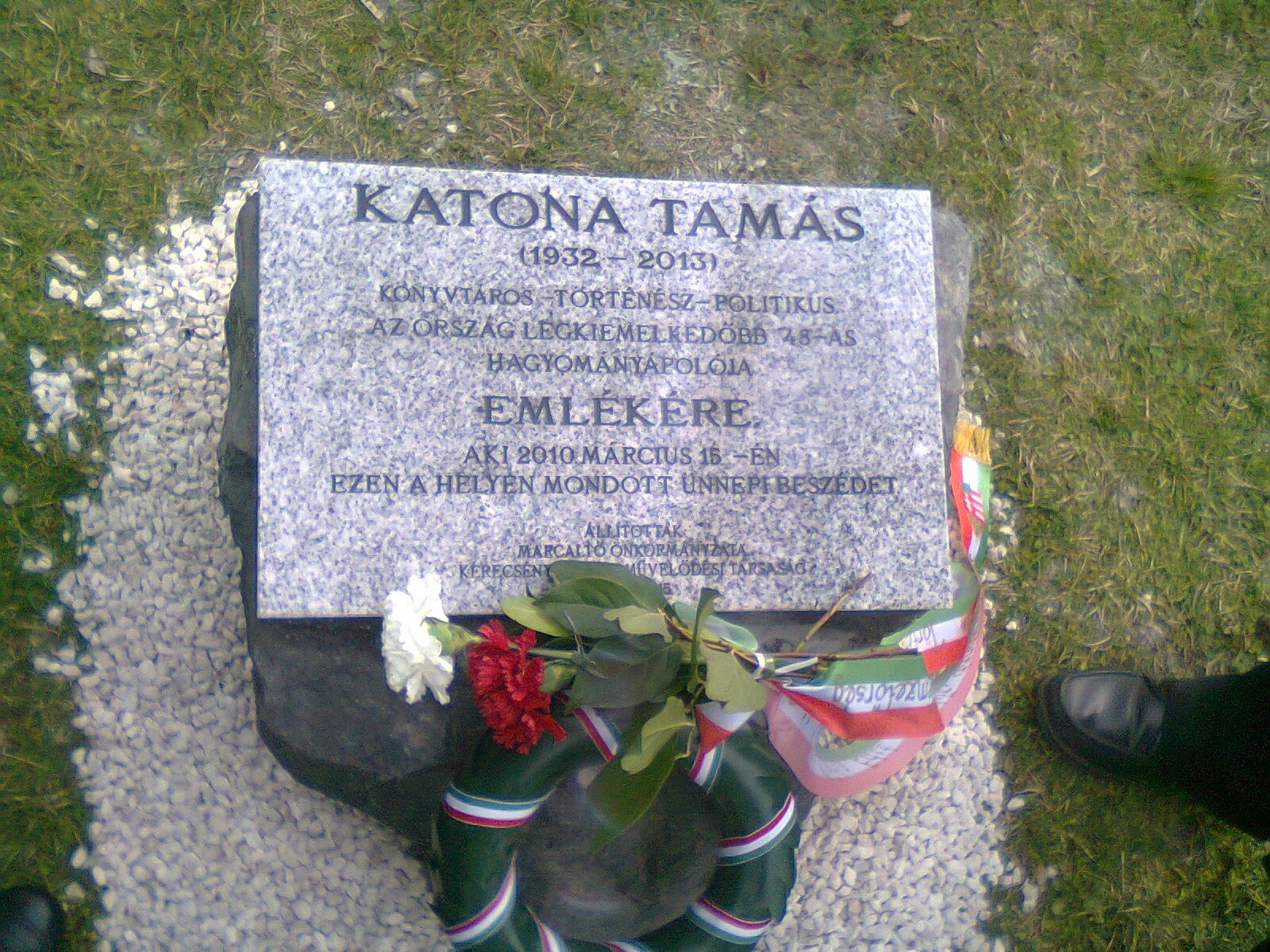

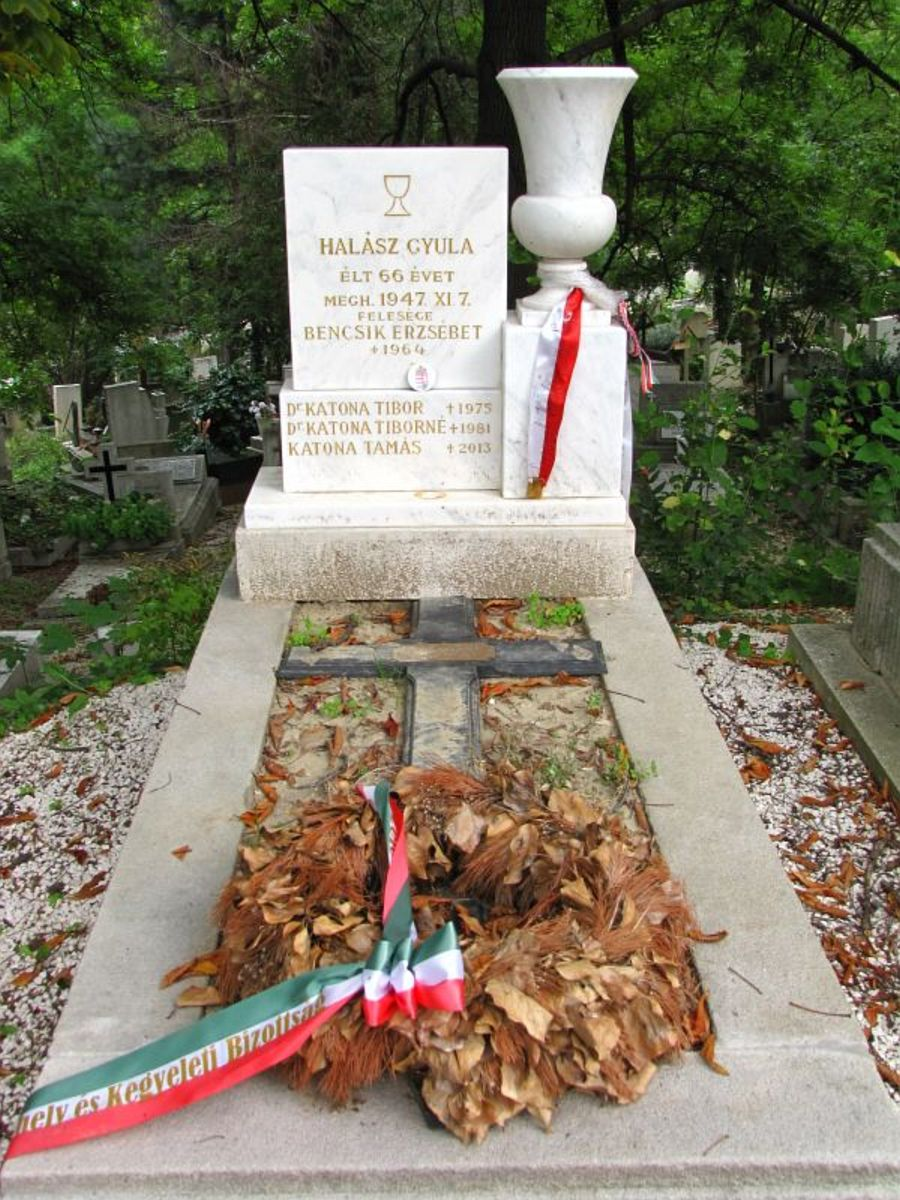
Sírja a Farkasréti temetőben (21/3-1-14)

A marcaltői önkormányzat 2014. március 15-én emléktáblát állíttatott tiszteletére az ihászi csatát megörökítő emlékoszlop mellett.